# Eidgenössische Volksabstimmung über die Änderung des Transplantationsgesetzes und Volksinitiative «Organspende fördern – Leben retten»
Die eidgenössische Volksabstimmung über die Änderung des Transplantationsgesetzes war eine Volksabstimmung vom 15. Mai 2022. Die Änderung des Transplantationsgesetzes sah die Einführung der erweiterten Widerspruchslösung bei der Entnahme von Organen (Organspende) vor. Gegen diese Änderung wurde das fakultative Referendum ergriffen, weshalb es zur Volksabstimmung kam. Die Einführung der neuen Regelung war als indirekter Gegenentwurf zur Volksinitiative «Organspende fördern – Leben retten» konzipiert. Die Initianten der Volksinitiative hatten sie zugunsten des indirekten Gegenentwurfes bedingt zurückgezogen (Art. 73a BPR). Da der indirekte Gegenentwurf bei der Volksabstimmung gutgeheissen wurde (60,2 % Ja-Stimmen), wurde der Rückzug wirksam.

## Volksinitiative «Organspende fördern – Leben retten»

### Initiativtext
Die Bundesverfassung wird folgendermassen geändert:
4 Die Spende von Organen, Geweben und Zellen einer verstorbenen Person zum Zweck der Transplantation beruht auf dem Grundsatz der vermuteten Zustimmung, es sei denn, die betreffende Person hat zu Lebzeiten ihre Ablehnung geäussert.
Art. 197 Ziff. 122
12. Übergangsbestimmung zu Art. 119a Abs. 4 (Transplantationsmedizin)

### Anliegen und Ziele
Das Initiativkomitee vertrat die sogenannte erweiterte vermutete Zustimmung. In diesem Falle ist damit gemeint, dass bei der Frage der Organentnahme die Zustimmung des Patienten vermutet wird, es sei denn, er hat zu Lebzeiten widersprochen oder es ist den Angehörigen bekannt, dass er eine Organspende abgelehnt hat. Laut den Initianten seien 80 % der Schweizer gegenüber der Organspende positiv eingestellt; jedoch hätten lediglich 5 % eine hinterlegte Zustimmungserklärung. Mit der erweiterten Zustimmung werde die mehrheitlich positive Einstellung der Bevölkerung widerspiegelt, ohne dass die Persönlichkeitsrechte des Einzelnen beschnitten würden, denn jeder könne verbindlich festhalten, dass er nicht zur Organentnahme bereit ist. Die Initianten waren zudem der Ansicht, dass mit der Implementierung des von ihnen vorgeschlagenen Systems die Angehörigen entlastet würden, zumal sie heute stellvertretend im Sinne der verstorbenen Person entscheiden müssten, falls diese sich zu Lebzeiten nicht für oder gegen eine Organspende geäussert hat. Dies sei in einer ohnehin schwierigen Situation eine zusätzliche Belastung. Mit der erweiterten Zustimmung würden die Angehörigen informiert, dass von einer Organtransplantation ausgegangen werde. Sie hätten aber noch immer die Möglichkeit zu intervenieren, sollten sie Kenntnis davon haben, dass die verstorbene Person die Organspende abgelehnt hätte.

### Initiativkomitee
Folgende Mitglieder der Bundesversammlung befanden sich im Initiativkomitee:
- Valérie Piller Carrard, SP
- Laurent Wehrli, FDP
- Angelo Barrile, SP
- Cédric Wermuth, SP
- Rosmarie Quadranti, Die Mitte
- Mathias Reynard, SP
- Laurence Fehlmann Rielle, SP
- Priska Seiler Graf, SP
- Andrea Caroni, FDP
- Liliane Maury Pasquier, SP
- Carlo Sommaruga, SP
- Lisa Mazzone, Grüne
- Flavia Wasserfallen, SP
- Felix Gutzwiller, FDP
- Pierre-André Page, SVP

## Behandlung von Volksinitiative und Gegenentwurf

### Einreichung der Initiative
Nach der Vorprüfung der Volksinitiative vom 3. Oktober 2017, in der die Bundeskanzlei verfügte (Art. 68, Art. 69 BPR; Art. 23 VPR), dass die Initiative den gesetzlichen Vorgaben entspreche, begann der Fristenlauf für die Sammlung von 100'000 Unterschriften in 18 Monaten (Art. 139 BV) am 17. Oktober 2017. Am 23. März 2019 wurde die Initiative bei der Bundeskanzlei eingereicht, die daraufhin am 18. April 2019 das Zustandekommen der Initiative mit 112'633 gültigen Unterschriften bekannt gab. Nach Art. 97 Abs. 1 Bst. a ParlG musste der Bundesrat spätestens ein Jahr nach Einreichung der Bundesversammlung den Entwurf für einen Bundesbeschluss über eine Abstimmungsempfehlung mit einer erläuternden Botschaft unterbreiten. Beschliesst er aber, ihr einen Gegenentwurf entgegenzustellen – wie in diesem Falle – verlängert sich diese Frist um 6 Monate (Art. 97 Abs. 2 ParlG). Der Bundesrat erfüllte diese Pflicht mit der Botschaft und dem Entwurf des Bundesbeschlusses vom 25. November 2020. Auf Basis dieser beiden Publikationen begann die Beratung in den Eidgenössischen Räten am 5. Mai 2021. Diese beschlossen am 1. Oktober 2021, dass sie die Volksinitiative zur Ablehnung empfehlen, jedoch den indirekten Gegenentwurf des Bundesrats befürworten. Am 7. Oktober gab das Initiativkomitee den bedingten Rückzug (Art. 73a BPR) der Initiative bekannt. Nachdem das fakultative Referendum gegen den Gegenentwurf zustande gekommen war, entschied der Bundesrat am 12. Januar 2022, dass die Abstimmung über den indirekten Gegenentwurf am 15. Mai 2022 stattfinden wird.

### Botschaft des Bundesrates
Der Bundesrat schrieb in seiner Botschaft ausdrücklich, dass er das grundsätzliche Anliegen der Initianten, die Widerspruchslösung zur Erhöhung der Spenderate einzuführen, befürworte. Er lehnt aber die vom Initiativtext geforderte Ausgestaltung ab; diese sei zu eng und beziehe die Angehörigen nicht mit ein. Er kritisierte, dass sich die Initiative zu den Angehörigen nicht äussere. Demnach sei eine Organentnahme nur dann unzulässig, wenn die verstorbene Person zu Lebzeiten Widerspruch erhoben hat. Eine mögliche Entscheidungsbefugnis der nächsten Angehörigen werde nicht erwähnt. Dabei sei fraglich, ob es sich um ein qualifiziertes Schweigen der Verfassungsnorm handelt oder ob sie dem Gesetzgeber Raum lasse, die Rolle der nächsten Angehörigen zu regeln. Zudem mache der Initiativtext keine Ausnahme bei solchen Personen, die es gar nicht vermochten, zu Lebzeiten ihre Ablehnung zu äussern. Dies könnten Personen sein, die in diesem Kontext urteilsunfähig sind, zum Beispiel Kinder wegen des Alters. Das betreffe aber auch Menschen, die aufgrund von fehlender Nähe zur Schweiz nicht über die geltende Widerspruchslösung informiert sind. Es sei ungeklärt, ob auf Gesetzesstufe eine Regel diesbezüglich getroffen werden solle. Die Initiative mache weiter keine Unterscheidung zwischen Zellen, Gewebe und Organen, die als direkte Spende gedacht sind, und solchen, die zur Herstellung von Transplantatprodukten gedacht sind (Art. 49 Transplantationsgesetz). Aus all diesen Gründen lehnte der Bundesrat die Initiative ab, unterbreitete aber einen indirekten Gegenentwurf in Form einer Änderung des Transplantationsgesetzes, mit der die Rechte der Angehörigen und die des Spendenden gewahrt werden sowie ethische Bedenken Rechnung getragen werden sollen.

### Beratung in den Eidgenössischen Räten
Die Kommission für soziale Sicherheit und Gesundheit (SGK) des Nationalrats, die das Geschäft vorberaten hatte, sprach sich für die Annahme des bundesrätlichen Gegenentwurfes sowie für die Annahme der Initiative aus. Der Nationalrat stimmte in der Gesamtabstimmung sowohl der Initiative (88 zu 87 Stimmen bei 14 Enthaltungen) als auch dem indirekten Gegenentwurf (150 zu 34 Stimmen bei vier Enthaltungen). Die Kontra-Stimmen kamen mehrheitlich aus der SVP-Fraktion. Für die Befürworter war es ein Schritt in die richtige Richtung, zumal man bei anderen Ländern mit analogen Regelungen eine Zunahme der Spendeorgane beobachten könne. Die Gegner – namentlich Andreas Gafner – sprachen aber von einer «verstärkte[n] Organrekrutierung am Lebensende». Der Nationalrat nahm einige kleine Änderungen am Gegenentwurf vor.
Auch im Ständerat sprach sich die vorberatende Kommission für die erweiterte Widerspruchslösung aus. Der Wechsel von der Zustimmungs- zur Widerspruchslösung sei ein europäischer Trend, erläuterte der Kommissionspräsident Paul Rechsteiner. Anders als die nationalrätliche Kommission lehnte diejenige des Ständerats die Initiative ab, da sie ihr zu weit gehe. Eine Minderheit des Ständerats opponierte gegen den Gegenentwurf, denn die Änderung komme einer Pflicht zur Organspende sehr nahe. Es sei ein Eingriff in die liberalen Werte des Staats, wenn die Rechte zunächst eingefordert werden müssten. Auch der Druck auf die Angehörigen werde massiv erhöht. Gegen den Antrag der Minderheit trat der Ständerat mit 31 zu 13 Stimmen auf den Gegenentwurf ein. In der Gesamtabstimmung stimmte der Ständerat dem Gegenentwurf mit den Ergänzungen des Nationalrates mit 31 zu 12 Stimmen bei einer Enthaltung zu. Die Volksinitiative empfahl der Ständerat ohne Gegenstimme zur Ablehnung.
In der Differenzbereinigung, die stattfindet, wenn die Beschlüsse der beiden Räte divergieren, schloss sich der Nationalrat auf Antrag seiner Kommission der ständerätlichen Empfehlung zur Ablehnung der Initiative an.
In den Schlussabstimmungen wurde die Änderung des Bundesgesetzes über die Transplantation von Organen, Geweben und Zellen (indirekter Gegenentwurf) vom Nationalrat mit 141 zu 44 Stimmen bei elf Enthaltungen und vom Ständerat mit 31 zu 12 Stimmen bei einer Enthaltung angenommen. Der Bundesbeschluss über die Volksinitiative, der diese zur Ablehnung empfiehlt, wurde in der Schlussabstimmung vom Nationalrat mit 137 zu 29 Stimmen bei 29 Enthaltungen und vom Ständerat mit 35 zu null Stimmen bei neun Enthaltungen angenommen. Die Initiative wurde nach Verabschiedung des indirekten Gegenentwurfes bedingt zurückgezogen (Art. 73a), das heisst, der Rückzug wird erst wirksam, wenn der indirekte Gegenentwurf bei der Volksabstimmung angenommen wird. Da er angenommen worden ist, wird der Rückzug wirksam.

## Indirekter Gegenentwurf
Sollte der indirekte Gegenentwurf angenommen werden, gälte ab Inkrafttreten die erweiterte Widerspruchslösung: Wer seine Organe nicht spenden möchte, muss dies zu Lebzeiten festhalten. Liegt kein dokumentierter Wille vor, wird davon ausgegangen, dass die Person mit der Organspende grundsätzlich einverstanden ist. Die Angehörigen werden aber auch künftig einbezogen, falls jemand seinen Willen zu Lebzeiten nicht festgehalten hat. Sie werden gefragt, ob ihnen der Wille der Person bekannt ist. Sie können eine Organentnahme ablehnen, wenn sie wissen oder vermuten, dass die betroffene Person sich dagegen entschieden hätte. Hat sie ihren Willen nicht festgehalten und sind keine Angehörigen erreichbar, dürfen keine Organe entnommen werden. Jugendliche ab 16 Jahren könnten weiterhin selbst über eine potenzielle Entnahme von Organen entscheiden. Bei Personen unter 16 entscheiden die Eltern; neu müssen sie jedoch den Willen des Kindes miteinbeziehen. Um den Willen eines Jeden berücksichtigen zu können, errichtet der Bund ein Register, in dem man seine Ablehnung zur Organentnahme hinterlegen kann. Es ist aber auch möglich, die Zustimmung festzuhalten oder die Zustimmung auf bestimmte Organe einzuschränken. Dieser Eintrag kann jederzeit geändert werden. Das Gesetz schreibt zudem vor, dass die Bevölkerung regelmässig über die neue Regelung informiert wird, sodass sie alle Bevölkerungskreise verstehen können. An den derzeit geltenden medizinischen Voraussetzung für eine Organspende wurde nichts geändert, es gilt demnach noch immer:
- Es können nur Personen ihre Organe spenden, die im Krankenhaus auf der Intensivstation sterben;
- Der Tod muss von zwei Ärzten eindeutig festgestellt worden sein;
- Vor einer Organspende werden vorbereitende medizinische Massnahmen durchgeführt.[12]

Die wesentlichen Änderungen im Transplantationsgesetz lauten:
1 Organe, Gewebe oder Zellen dürfen einer verstorbenen Person entnommen werden, wenn:
a. der Tod der Person festgestellt worden ist;
b. die Person vor ihrem Tod der Entnahme nicht widersprochen hat.
2 Liegt weder ein Widerspruch noch eine Zustimmung noch eine andere Äusserung zur Spendebereitschaft vor, so können die nächsten Angehörigen der Entnahme widersprechen. Sie haben dabei den mutmasslichen Willen der verstorbenen Person zu beachten.
3 Sind keine nächsten Angehörigen erreichbar, so ist die Entnahme unzulässig.
4 Hat die verstorbene Person die Entscheidung über die Entnahme von Organen, Geweben oder Zellen nachweisbar einer Person ihres Vertrauens übertragen, so tritt diese an die Stelle der nächsten Angehörigen.
5 Werden die Organe, Gewebe oder Zellen für die Herstellung von Transplantatprodukten entnommen, so ist dies nur zulässig, wenn die Zustimmung der verstorbenen Person oder ihrer nächsten Angehörigen vorliegt. Der Bundesrat kann das Erfordernis der Zustimmung auch für die Entnahme von Organen, Geweben oder Zellen vorsehen, die nicht nach dem 4. Abschnitt zugeteilt werden.
Die übrigen beschlossenen Änderungen betreffen das Mindestalter, den Widerruf, Vorschriften zur Abklärung des Widerspruchs, zu medizinischen Massnahmen in dieser Zeit, zum Register und andere kleinere Änderungen.
Vor der Annahme des indirekten Gegenentwurfs galt in der Schweiz die erweiterte Zustimmungslösung. Der Bundesrat definierte diese wie folgt: «Ist kein Wille der verstorbenen Person ersichtlich, werden die nächsten Angehörigen in den Entscheid einbezogen.» Art. 8 Abs. 3 legte zudem fest: «Ist den nächsten Angehörigen keine solche Erklärung bekannt, so können Organe, Gewebe oder Zellen entnommen werden, wenn die nächsten Angehörigen einer Entnahme zustimmen. Sie haben bei ihrer Entscheidung den mutmasslichen Willen der verstorbenen Person zu beachten.»

## Fakultatives Referendum

### Chronologie
Am 1. Oktober 2021 beschloss die Bundesversammlung, die Änderung des Transplantationsgesetzes anzunehmen, worauf die hunderttägige Frist zur Sammlung von 50'000 Unterschriften für das Zustandekommen eines fakultativen Referendums begann. Diese Frist endete am 20. Januar 2022 – an diesem Tag wurde auch das Referendum eingereicht. Am 14. März 2022 verfügte die Bundeskanzlei, dass das Referendum mit 55'357 gültigen Unterschriften zustande gekommen sei.

### Referendumskomitee
Folgende Mitglieder (auch ehemalige) der Bundesversammlung befinden sich im Referendumskomitee:
- Verena Diener, Alt-Ständerätin GLP
- Josef Dittli, Ständerat FDP
- Gret Haller, Publizistin, Alt-Nationalrätin
- Verena Herzog, Nationalrätin SVP
- Marianne Streiff, Nationalrätin EVP

### Stellungnahmen

#### Argumente des Referendumskomitees
Das Referendumskomitee ist der Ansicht, die Änderung des Transplantationsgesetzes widerspreche der Bundesverfassung. Diese garantiere jedem Menschen das Recht auf körperliche Unversehrtheit und Selbstbestimmung (Art. 10), insbesondere in Situationen grosser Vulnerabilität. Mit dem neuen Gesetz hingegen müsste man dieses Recht speziell einfordern, und das sei verfassungswidrig. Weiter sei es ethisch nicht vertretbar, dass es zukünftig für die Organentnahme die Zustimmung nicht mehr brauche, denn sonst bedürfe jeder medizinische Eingriff umfassender Aufklärung und der Einwilligung des Patienten. Die Angehörigen könnten zudem gegen die Organentnahme Widerspruch einlegen. Aber nur, wenn sie glaubhaft belegen, dass die verstorbene Person mutmasslich die Organentnahme abgelehnt hätte. Damit würden Angehörige unzulässigem Druck ausgesetzt. Auch müssten alle Personen in der Schweiz informiert werden, dass sie ihren Widerspruch äussern oder schriftlich hinterlegen müssen, wenn sie ihre Organe nicht spenden wollen. Ein solches Ziel sei völlig unrealistisch. Es gebe Menschen, die die Landessprachen nicht sprechen, die das Gelesene nicht verstehen oder die nicht lesen könnten. Mit dem neuen Gesetz könnten solchen Personen gegen ihren Willen Organe entnommen werden.

#### Argumente von Bundesrat und Parlament
Trotz der grossen Bereitschaft in der Schweizer Bevölkerung, Organe zu spenden, sei die Spenderrate verhältnismässig tief. Bundesrat und Parlament wollen mit der Einführung der Widerspruchslösung dieses Potenzial besser nutzen und die Chancen jener Menschen verbessern, die auf ein Organ warten. Die ethische Komponente der Widerspruchslösung sei berücksichtigt und abgewogen worden. So würden die Angehörigen auch künftig aktiv angefragt, wenn die betroffene Person ihren Willen zu Lebzeiten nicht festgehalten hat. Sie hätten das Recht, eine Organspende abzulehnen, wenn sie wissen oder vermuten, dass die betroffene Person sich dagegen entschieden hätte. Habe die betroffene Person ihren Willen nicht festgehalten und sind keine Angehörigen erreichbar, dürften keine Organe entnommen werden. Dies entlaste die Angehörigen sogar; denn wenn kein dokumentierter Wille vorliege, könne davon ausgegangen werden, dass die verstorbene Person über die Widerpruchslösung informiert wurde und mit der Organspende einverstanden war. Abgesehen davon zeige das Ausland die Wirksamkeit der Widerspruchslösung im Hinblick auf die Anzahl der Organspendenden.

## Meinungsumfragen
| Institut | Auftraggeber | Datum                           | Befragte | Ja | Eher Ja | Unentschieden Keine Antwort | Eher Nein | Nein |
| -------- | ------------ | ------------------------------- | -------- | -- | ------- | --------------------------- | --------- | ---- |
| LeeWas   | Tamedia      | 27. April – 29. April 2022      | 10'069   | 56 | 5       | 2                           | 4         | 33   |
| LeeWas   | Tamedia      | 20. April 2022 – 21. April 2022 | 9'673    | 53 | 9       | 2                           | 5         | 31   |
| LeeWas   | Tamedia      | 04. April – 05. April 2022      | 10'915   | 52 | 9       | 2                           | 6         | 31   |

Bemerkungen: Angaben in Prozent. 

## Volksabstimmung

### Abstimmungsfrage
«Wollen Sie die Änderung vom 1. Oktober 2021 des Bundesgesetzes über die Transplantation von Organen, Geweben und Zellen (Transplantationsgesetz) annehmen?»

### Haltungen
Ja-Parole: FDP, glp, Grüne, Die Mitte, SP
Nein-Parole: SVP, EDU, EVP

### Ergebnisse
| Kanton                           | Ja (%)  | Nein (%) | Beteiligung (%) |
| -------------------------------- | ------- | -------- | --------------- |
| Zürich                           | 55,72 % | 44,28 %  | 45,30 %         |
| Bern                             | 54,89 % | 45,11 %  | 37,03 %         |
| Luzern                           | 56,59 % | 43,41 %  | 40,96 %         |
| Uri                              | 52,95 % | 47,05 %  | 31,67 %         |
| Schwyz                           | 48,24 % | 51,76 %  | 44,44 %         |
| Obwalden                         | 51,57 % | 48,43 %  | 39,33 %         |
| Nidwalden                        | 55,06 % | 44,94 %  | 45,19 %         |
| Glarus                           | 52,64 % | 47,36 %  | 38,71 %         |
| Zug                              | 54,87 % | 45,13 %  | 45,80 %         |
| Freiburg                         | 73,28 % | 26,72 %  | 33,34 %         |
| Solothurn                        | 52,14 % | 47,86 %  | 38,52 %         |
| Basel-Stadt                      | 60,89 % | 39,11 %  | 45,21 %         |
| Basel-Landschaft                 | 55,14 % | 44,86 %  | 40,14 %         |
| Schaffhausen                     | 49,43 % | 50,57 %  | 62,95 %         |
| Appenzell Ausserrhoden           | 49,44 % | 50,56 %  | 43,80 %         |
| Appenzell Innerrhoden            | 48,85 % | 51,15 %  | 33,33 %         |
| St. Gallen                       | 53,31 % | 46,69 %  | 38,13 %         |
| Graubünden                       | 58,34 % | 41,66 %  | 44,14 %         |
| Aargau                           | 52,82 % | 47,18 %  | 38,01 %         |
| Thurgau                          | 50,57 % | 49,43 %  | 38,57 %         |
| Tessin                           | 65,53 % | 34,47 %  | 39,01 %         |
| Waadt                            | 81,31 % | 18,69 %  | 38,51 %         |
| Wallis                           | 72,41 % | 27,59 %  | 37,74 %         |
| Neuenburg                        | 77,22 % | 22,78 %  | 35,15 %         |
| Genf                             | 78,46 % | 21,54 %  | 40,81 %         |
| Jura                             | 75,82 % | 24,18 %  | 43,12 %         |
| Schweizerische Eidgenossenschaft | 60,20 % | 39,80 %  | 40,26 %         |